# Barbara Dex
Barbara Dex, właściwie Barbara Deckx (ur. 22 stycznia 1974 w Turnhout) – belgijska piosenkarka.

## Kariera
Karierę rozpoczynała w 1991, kiedy to w radiowym programie Kempenshow śpiewała covery belgijskich piosenkarek Ann Christy czy Axelle Red.
W 1993 z piosenką „Iemand als jij” wygrała belgijskie eliminacje eurowizyjne Eurosong, dzięki czemu reprezentowała Belgię w 38. Konkursie Piosenki Eurowizji w Millstreet. 15 maja wystąpiła w finale konkursu i zajęła ostatnie, 25. miejsce po zdobyciu trzech punktów. Podczas konkursu wystąpiła we własnoręcznie uszytej sukience, która była inspiracją do stworzenia przez internautów nieoficjalnego plebiscytu na najgorszy strój uczestnika Eurowizji. Nagroda im. Barbary Dex przyznawana jest od 1997 roku.
Pod koniec sierpnia 1995 wystąpiła w Polsce podczas 32. Festiwalu Sopockiego z utworem „Waiting for the New Moon”, z którym zajęła, przedostatnie 9. miejsce. W 2004 z piosenką „One Life” zgłosiła się do belgijskich eliminacji eurowizyjnych Eurosong i zajęła trzecie miejsce w finale selekcji. W 2006 z piosenką „Crazy” zajęła piąte miejsce w finale eliminacji eurowizyjnych.
Ma dwójkę dzieci.

## Dyskografia

### Albumy studyjne
| Rok                                                      | Dane dot. albumu                                                                                     | Najwyższe pozycje na liście |
| Rok                                                      | Dane dot. albumu                                                                                     | BEL                         |
| -------------------------------------------------------- | --- | --------------------------- |
| 1993                                                     | Iemand - Wydany: 1993 - Wytwórnia: Columbia - Format: CD                                             | –                           |
| 1995                                                     | Waiting for a New Moon - Wydany: 1995 - Wytwórnia: Columbia - Format: CD                             | 42                          |
| 1996                                                     | Tender Touch - Wydany: 1996 - Wytwórnia: Epic - Format: CD                                           | 22                          |
| 1998                                                     | Strong - Wydany: 1998 - Wytwórnia: Epic - Format: CD                                                 | 24                          |
| 2003                                                     | Enjoy – A Taste of Gospel - Wydany: 2003 - Wytwórnia: Impuls - Format: CD                            | –                           |
| 2006                                                     | Blue-Eyed Girl - Wydany: 3 kwietnia 2006 - Wytwórnia: Tibur - Format: CD, digital download           | 16                          |
| 2008                                                     | Only One Me - Wydany: 29 września 2008 - Wytwórnia: Plansjee - Format: CD, digital download          | –                           |
| 2011                                                     | Barbara Dex - Wydany: 7 października 2011 - Wytwórnia: Mostiko - Format: CD, digital download        | 62                          |
| 2016                                                     | Dex, Drugs & Rock ’n Roll - Wydany: 4 marca 2016 - Wytwórnia: Mostiko - Format: CD, digital download | 86                          |
| 2018                                                     | Dex tot de tweede macht - Wydany: 9 lutego 2018 - Wytwórnia: Mostiko - Format: CD, digital download  | 4                           |
| „–” oznacza, że album nie była notowana na danej liście. | |                             |

### Notowane single
| Rok  | Tytuł                                         | Najwyższe pozycje na liście | Album                     |
| Rok  | Tytuł                                         | BEL                         | Album                     |
| ---- | --------------------------------------------- | --------------------------- | ------------------------- |
| 1993 | „Iemand als jij”                              | 19                          | Iemand                    |
| 1998 | „Amoureuse”                                   | 10                          | Strong                    |
| 2004 | „One Life” (oraz Alides)                      | 11                          | –                         |
| 2006 | „Crazy”                                       | 5                           | Blue-Eyed Girl            |
| 2010 | „I Am” (oraz Tom Helsen)                      | 30                          | Barbara Dex               |
| 2011 | „Before”                                      | 37                          | Barbara Dex               |
| 2012 | „What Will You Do”                            | 43                          | Barbara Dex               |
| 2012 | „Be Who You Wanna Be”                         | 31                          | Barbara Dex               |
| 2014 | „A Wind Called Love” (oraz Gunther Verspecht) | 73                          | –                         |
| 2015 | „Ik zen zoe blij” (oraz Petticoat)            | 38                          | –                         |
| 2015 | „Falling in Love”                             | 22                          | Dex, Drugs & Rock ’n Roll |
| 2015 | „My Day”                                      | 22                          | Dex, Drugs & Rock ’n Roll |
| 2017 | „Waar moet ik heen zonder jou”                | 18                          | Dex tot de tweede macht   |